# Bourbonnais, Illinois
Bourbonnais là một làng thuộc quận Kankakee, tiểu bang Illinois, Hoa Kỳ. Năm 2010, dân số của làng này là 18631 người.

## Dân số
Dân số qua các năm:
- Năm 2000: 15256 người.
- Năm 2010: 18631 người.